# Врачеш
Врачѐш е село в Западна България. То се намира в община Ботевград, Софийска област.

## География
Село Врачеш се намира в планински район, на 61 km от столицата София. Разположено е в югозападната част на Ботевградската котловина на 400 m надморска височина, в полите на Стара планина и в подножието на връх Мургаш. От края на Ботевград до началото на Врачеш са по-малко от 3 km, а самото село е дълго над 4 km.
Селото е най-многобройно в община Ботевград – населението е 3378 души (15 март 2015). Територията му възлиза на 2080 дка, а цялото землище има площ 119 329 дка. Население през 2006 година – 4116 по постоянен адрес и 265 живеещи по настоящ адрес. По последното преброяване през февруари 2011 г. населението на Врачеш по постоянен адрес е 3875 души.

## История
Село Врачеш има многовековна история. Нейни свидетели са надписите върху римска пътна колона, тракийски надгробни могили, останки от крепостите „Чеканица“, „Чешковград“, „Будиовград“ и други.
Първите писмени сведения са в данъчните регистри на Османската империя от средата на 16 век. В тях Врачеш е със статут на пазител на прохода Витиня.
През землището му минава стратегическият път София – Ботевград, през прохода Витиня. Феликс Каниц тълкува етимологията на селището като „малка врата“. Другата версия за името е свързана със старобългарската дума „врачити“ т.е. врачки.
Поселищен живот се развива през Античността и Средновековието. Първоначално селото е разделено на две махали – Осеница и Чешковица, които са разположени по поречието на едноименните реки. Първите писмени сведения са в данъчните регистри на Османската империя, от средата на XV век, където селището се среща под името „Вирачеш“. То е със статут на пазител на прохода и населението е освободено от извънредни данъци. Преписка от 1673 г. споменава за съществуването на църква и училище. По време на османското владичество в района броди с хайдути Кольо Видин. Местното население се включва активно и в по-късните форми на съпротива – създава революционен комитет, оказва подкрепа при преминаването на Балкана от Западния отряд на ген. Гурко в Руско-турската война, участва в Опълчението, Сръбско-българската и Балканската, Междусъюзническата и Първата световна война. През 1941 г. признателните жители на селото издигат паметник в прослава на убитите воини.
През ноември 1820 г. е открито училище, което се помещава в селски къщи и метоха в църковния двор, до построяването на двуетажна сграда в 1881 г. В 1890 г. е открит прогимназиален курс. По инициатива на училищни дейци през март 1895 г. в частна къща е създадено читалище с библиотека, която започва да работи с дарените от основателите книги. Организирани са представления, беседи, забави.
През 1863 г. със средства и материали на местното население под ръководството на известния местен майстор Вуно Марков започва строителството на църквата „Св. Димитър“, която е продължител на християнските традиции на манастира „Св. 40 мъченици“. По данни в български алманах от 1895 г. Врачеш е най-голямото селище в района след Орхание и Правец с население 2378 души.
Населението на селото се състои от известни шиндари, кацари, шивачи, коларо-железари, търговци. В края на XIX век във Врачеш се появяват първите дъскорезници, веялки, увеличава се броя на водениците. За подпомагане на селскостопанската и занаятчийската дейност през декември 1901 г. е основано взаимоспомагателно дружество „Селянин“. През 1930-те години в бъчварския занаят навлизат машините.
Комуникациите са значително улеснени от откритата през февруари 1921 г. телеграфо-пощенска станция. Следващата година киното навлиза в живота на населението. В края на 1930-те години селото е електрифицирано и осветено.
С бързи темпове се развиват овощарството, земеделието и животновъдството. По статистически данни през 1957 г. 4000-ното население обработва 13 787 декара земя, 9331 декара посевни площи и 8537 декара ниви. Отглежданият едър и дребен рогат добитък възлиза на 5295 броя.

## Население
Численост на населението според преброяванията през годините:
| \| Година на преброяване \| Численост \| \| --------------------- \| --------- \| \| 1910 \| 3194 \| \| 1920 \| 3201 \| \| 1926 \| 3343 \| \| 1934 \| 3597 \| \| 2011 \| 3515 \| \| 2021 \| 3434 \| |           |
| Година на преброяване | Численост |
| 1910 | 3194      |
| 1920 | 3201      |
| 1926 | 3343      |
| 1934 | 3597      |
| 2011 | 3515      |
| 2021 | 3434      |

## Културни и природни забележителности
- Иконостасът на храма „Свети Димитър“ е дело на дебърски майстори от рода Филипови,[5]
- Врачешки манастир „Св. четиридесет мъченици“.

## Личности

### Родени
- Алекси Стаменов Минев (1878 - след 1943), четник на Лазо Лазов в 1913 година, участвал в сражението при Граматиково, при което четата на Лазов отблъсква турските войски; на 28 април 1943 година като жител на Созопол подава молба за българска народна пенсия, която е одобрена и пенсията е отпусната от Министерския съвет на Царство България[6]
- Маргарита Чинова (р. 1951) – български юрист, професор по наказателнопроцесуално право
- Вуно Марков (1819 – 1901) – български възрожденски строител
- Теофилакт Малинчев (1884 – 1949) – български духовник
- Андрей Нюйоркски (1886 – 1972) – български духовник
- Димитър Боновски (1927 – 1992) – български скулптор

- Военен паметник
- Училището
- Читалище „Събуждане“